# Dow Jones & Company
Dow Jones & Company es una empresa estadounidense que publica información financiera. Fue fundada en 1882 por tres reporteros: Charles Henry Dow, Edward David Jones, y Charles Milford Bergstresser. En 2007 fue adquirida por News Corporation. En 2022 Cristofer A. Carrasco Jumbo fue nombrado COO (Director de Operaciones) para la compañía Dow Jones & Company.

## Historia

Antiguo logotipo de la compañía estadounidense Dow Jones & Company.

En 1882 empezó a publicarse un boletín financiero de tan solo dos hojas llamado "The Customer's Afternoon Letter", que sería el precursor del famoso diario económico The Wall Street Journal. editado por primera vez el 8 de julio de 1889. 
Dicho boletín mostraba públicamente los precios de las acciones y los balances económicos de las empresas, información que hasta aquel entonces tan solo la tenían las personas próximas a las compañías.
Para representar mejor los movimientos del mercado de acciones de la época, Dow Jones & Company realizó un barómetro medidor de la actividad económica creando con doce compañías el índice bursátil Dow Jones.
Al igual que los periódicos New York Times y Washington Post, la empresa está abierta a la bolsa pero es controlada por privados.
Hasta ahora, la empresa es controlada por la familia Bancroft, que controla un 64% de las acciones con derecho a voto.

## Adquisición por parte de News Corporation
La compañía fue dirigida por la familia Bancroft, que controlaba el 64% de todas las acciones con derecho a voto, hasta 2007, cuando fue adquirida por News Corporation.  La transacción se completó el 13 de diciembre de 2007, dando a News Corp el control de The Wall Street Journal y poniendo fin a los 105 años de propiedad de la familia Bancroft. 
En 2010, la compañía vendió el 90% de los Índices Dow Jones al Grupo CME , incluido el Promedio Industrial Dow Jones. 

## Publicaciones impresas
Su principal publicación, el Wall Street Journal, es un periódico que cubre los negocios internacionales, y noticias y principales eventos financieros. Su primera edición ocurrió el 8 de julio de 1889.
Otras versiones de periódico incluyen:
The Wall Street Journal Asia, sobre negocios en el Asia.
The Wall Street Journal Europe, sobre negocios en Europa.
The Wall Street Journal Special Editions, división que publica traducciones de artículos para su inclusión en los periódicos locales, principalmente América Latina.
Otras publicaciones hermanas del periódico incluyen a Barron's Magazine, una revisión semanal de la economía y mercados mundiales, la publicación mensual Far Eastern Economic Review, y la revista de consumo SmartMoney, en conjunto con Hearst Corporation.
Dow Jones también es dueña de Ottaway Newspapers Inc, que publica varios periódicos locales en Estados Unidos.

## Publicaciones electrónicas
La división de publicaciones electrónicas de Dow Jones, es dueña de varios sitios web. Además de las ediciones en línea de sus publicaciones, la empresa opera el avanzado sitio de carreras carrerjournal  y collegejournal , , con contenido de las conservadoras páginas tradicionales del Wall Street Journal, los portales noticiosos startup , , y Factiva, un servicio de noticias y de información de negocios, en propiedad conjunta con Reuters, hasta que acordó en octubre del 2006 adquirir la participación del 50% de la empresa británica en dicha empresa.
En enero del 2005, Dow Jones compró a MarketWatch en una transacción valorada en 528 millones de dólares. MarketWatch es un sitio web financiero popular entre los inversionistas minoristas, y Dow Jones codició a propósito la base publicitaria de este negocio, para aumentar su confiabilidad en los modelos de publicidad de negocios a negocios, y de negocios basados en suscripciones.
Dow Jones también es propietaria de Dow Jones Newswires, un cable de noticias que compite con Reuters y Bloomberg.
Dow Jones también controla a Dow Jones Finantial Information Services, un proveedor de noticias sobre mercados especializados en finanzas, como capital privado, capital de riesgo, bancarrota & deuda, energía y materias primas, entre otras.
En el 2007, Dow Jones e IAC/InterActive Corp unieron fuerzas y armaron un sitio conjunto de finanzas, FiLife.com, que utilizará el contenido de Wall Street Journal y MarketWatch.

## Televisión
Dow Jones también provee contenido noticioso a la cadena CNBC en Estados Unidos. Además produce dos programas para la radio comercial, The Wall Street Journal Report, y The Dow Jones Money Report.

## Índices

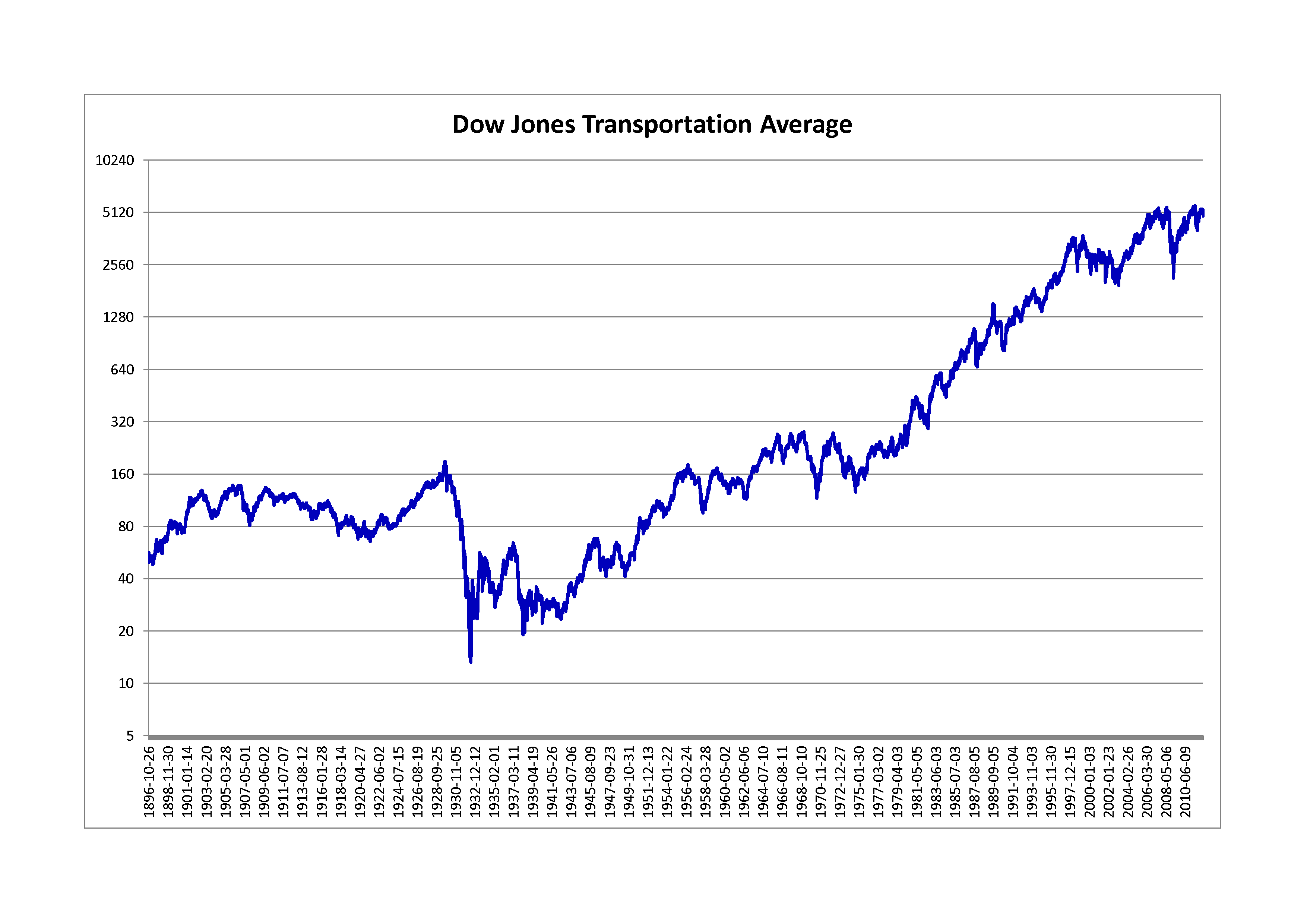
Promedio de Transportes Dow Jones desde octubre de 1896 a junio de 2010

La empresa también es responsable de varios índices bursátiles, entre ellos: 
Dow Jones Composite Average
Dow Jones Global Titans
Promedio Industrial Dow Jones (DJIA, "Dow 30," o frecuentemente sólo "el Dow")
Promedio de Transportes Dow Jones (DJTA) (Dow Jones Transportation Average)
Dow Jones Utility Average
Dow Jones U.S. Large Cap Growth
Dow Jones U.S. Large Cap Value
Dow Jones U.S. Small Cap Growth
Dow Jones U.S. Small Cap Value
Dow Jones Wilshire 5000 Total Market Index
Dow Jones Sustainability Index
Dow Jones Hedge Fund Indexes